# Капсула времени (Макао)
Капсула времени (порт. A Cápsula do Tempo, кит. 時間囊) — капсула времени, символизирующая свидетельствование и признание португальским правительством обещания Китая сохранить уровень автономии Макао в течение пятидесяти лет после передачи суверенитета. Капсула времени была закрыта 18 декабря 1999 года, и ее открытие запланировано на 2049 год. В настоящее время Капсула времени находится на Площади культурного центра Макао (порт. Praça do Centro Cultural de Macau), где проходила церемония передачи суверенитета.

## Дизайн
Металлическая капсула времени, разработанная Донату Морену, представляет собой цилиндрический контейнер размером приблизительно 60 сантиметров в диаметре и 90 сантиметров в высоту. На крышке имеется надпись «19.12.1999 MACAU 澳門 19.12.2049», представляющая последнюю дату, когда Португалия контролировала Макао (19 декабря 1999 года), название города на португальском и китайском языках и дату, когда капсула времени должна быть открыта (19 декабря 2049 года).

## История
Президент Португалии Жоржи Сампайю и последний губернатор Макао Вашку Жуакин Роша Виейра провели церемонию запечатывания капсулы времени 18 декабря 1999 года перед павильоном, в котором проходила церемония передачи суверенитета Макао (сама передача произошла 20-го числа). Около 13:00 Сампайю и Виейра по очереди положили в капсулу времени соответствующие документы о передаче суверенитета Макао. Затем капсулу опустили на стальных цепях в колодец на глубину 2–3 метра, колодец закопали и закрыли крышкой. Капсула была торжественно запечатана Сампайю, который произнес речь незадолго до полуночи в день передачи.
Ожидается, что капсула времени будет открыта 19 декабря 2049 года — через 50 лет после ее захоронения, что символизирует обещание Центрального народного правительства Китайской Народной Республики сохранить «одну страну, две системы» и гарантировать высокий уровень автономии Макао, управляемого его жителями в течение 50 лет после передачи суверенитета Китайской Народной Республике, что было засвидетельствовано правительством Португалии.

## Содержание
В капсуле времени содержатся Совместная декларация правительства Китайской Народной Республики и правительства Португальской Республики по вопросу Макао и Основной закон Специального административного района Макао. Кроме того, в капсулу были помещены документы, газетные вырезки и официальные пресс-релизы, касающиеся передачи суверенитета в переходный период.